# Інформована згода пацієнта
Інформо́вана зго́да паціє́нта — процедура, за допомогою якої суб'єкт добровільно підтверджує свою згоду на участь у певному клінічному випробуванні після ознайомлення з усіма особливостями дослідження, які можуть вплинути на його рішення. Інформована згода документально оформлюється за допомогою підписання та датування форми згоди.